# Euromark Polska
Euromark Polska Spółka Akcyjna – spółka akcyjna zajmująca się produkcją i dystrybucją odzieży i sprzętu turystycznego.

## Historia
Firma powstała jako jednoosobowa spółka z o.o. w roku 1993. Początkowo zajmowała się produkcją śpiworów, plecaków, namiotów i akcesoriów campingowych. Później ofertę rozszerzono także o obuwie i ubrania turystyczne. W roku 1997 na rynek polski wprowadzono markę Campus. W roku 2004 Euromark Polska przejęła prawa do znaku towarowego Alpinus od Banku Meritum S.A. (dawniej Bank Współpracy Europejskiej S.A.). Euromark Polska sp. z o.o. została przekształcona w spółkę akcyjną 1 grudnia 2005, a 29 września 2006 oficjalnie zadebiutowała na GPW. 3 stycznia 2013 Zarząd ogłosił upadłość spółki w celu likwidacji majątku zgodnie z postanowieniem Sądu Rejonowego dla Warszawy Pragi-Północ w Warszawie, Sąd Gospodarczy IX Wydział Gospodarczy z 31 grudnia 2012 na podstawie wniosków Banku Millennium S.A. oraz spółki.

## Marki
Euromark Polska SA był m.in. właścicielem takich marek jak: Alpinus, Campus czy Planet Outdoor (sieć sklepów turystycznych).